# Mörtgöl (Odensvi socken, Småland)
Mörtgöl är en sjö i Västerviks kommun i Småland och ingår i Botorpsströmmens huvudavrinningsområde.